# Бёрр, Эстер Эдвардс
Эстер Эдвардс Бёрр (англ. Esther Edwards Burr; 13 февраля 1732, Нортгемптон, Массачусетс, США — 7 апреля 1758, Принстон, Нью-Джерси) — дочь знаменитого проповедника Джонатана Эдвардса (1703—1758) и мать 3-го вице-президента США Аарона Бёрра (1756—1836). Её дневник, который она вела с 1754 по 1757 год, представляет интерес для американской истории и литературы.

## Биография
Эстер Эдвардс Бёрр родилась 13 февраля 1732 года в Нортгемптоне, штат Массачусетс в семье проповедника Джонатана Эдвардса (1703—1758) и его жены Сары Эдвардс, урождённой Пьерпонт (1710—1758), дочери министра и священника Джеймса Пьерпонта (1659—1714). Она была третьим ребёнком в семье, и у неё было одиннадцать братьев и сестёр, в том числе теолог и лингвист Джонатан Эдвардс-младший (1745—1801) и Пьерпонт Эдвардс (1750—1826), первоначально Эстер Эдвардс Бёрр выросла в приходе Нортгемптона, где её отец владел приходом до 1750 года. После ссоры с общиной в 1751 году семья переехала в приграничное поселение Стокбридж на крайнем западе Массачусетса. В 1752 году она вышла замуж за пресвитерианского священника Аарона Бёрра-старшего (1716—1757), президента Колледжа Нью-Джерси (ныне Принстонский университет) и как его жена имела не только домашние, но и многочисленные представительские обязанности. У них было двое детей: Сара Бёрр (1754—1797), вышедшая замуж за юриста Таппинга Рива (1744—1823) и сын Аарон Бёрр (1756—1836), который занимал должность 3-го вице-президента США с 1801 по 1805 год. Она умерла в 1758 году, через год после смерти мужа и всего через месяц после смерти её отца, который приехал в Принстон, чтобы сменить Аарона Бёрра-старшего на посту президента колледжа.
Среди её племянников были юрист, демократ, 27-й и 29-й губернатор Коннектикута Генри Уэггэмэн Эдвардс (1779—1847).
Среди её внуков были Аарон Бёрр Рив (1780—1809), который умер вскоре после рождения его единственного ребенка Таппинга Бёрра Рива (1809—1829), и Феодосия Бёрр (1783—1813). Феодосия была замужем за Джозефом Олстоном (1779—1816), который занимал пост 44-го губернатора Южной Каролины с 1812 по 1814 год.

## Её дневник
Как и более ранний журнал Сары Кембл Найт (1666—1727) в 1704—1705 годах, «Журнал Эстер Бёрр» дает представление о повседневной жизни женщины в поздний колониальный период Соединенных Штатов. Журнал Эстер Бёрр можно назвать эпистолярным дневником, поскольку это не традиционный дневник, написанный для личной записи, а дневник Эстер Бёрр, состоящий из ежедневных писем, которыми она обменивалась с подругой детства Сарой Принс Гилл в Бостоне с 1754 по 1757 год. В журнале Сару Принс называют Фиделией, а Сара называет Эстер Бурриссой, скорее всего, это отсылка к её фамилии после того, как она вышла замуж за Аарона Берра-старшего. Эстер писала об обычных вещах, которые происходили вокруг нее, но иногда она выражала и оригинальные мысли о серьезных темах вскользь, таких как доминирующие темы одиночества и тягот повседневного существования, а также рабства.
Тот факт, что существует несколько изданий «Журнала Эстер Бёрр», может сбить с толку. В 1901 году президент Университета Говарда Джеремайя Рэнкин опубликовал книгу, которая, несмотря на название «Журнал Эстер Бёрр», на самом деле представляет собой художественный рассказ о жизни Эстер. Только в 1984 году Кэрол Ф. Карлсен и Лори Крампакер полностью опубликовали «Журнал Эстер Бёрр», но эта книга больше не издается, и найти копию в хорошем состоянии довольно сложно.

## Редакции дневника
- Джеремия Имс Рэнкин (редактор): Журнал Эстер Бёрр. Печать Университета Говарда, Вашингтон, округ Колумбия, 1901 г.
- Кэрол Ф. Карлсен, Лори Крампакер (ред.): Журнал Эстер Эдвардс Бёрр, 1754—1757. Издательство Йельского университета, Нью-Хейвен, 1984, ISBN 0-300-03750-3.